# 真崎かれん
真崎 かれん（まさき かれん、1997年8月16日 - ）は、日本の女優。
東京都出身。プラチナムプロダクション所属。

## 人物
趣味はダンス、映画鑑賞。特技はスキー（10年）、スノーボード（10年）、フィギュアスケート（6年）
子供の頃モデルをやっていたが、フィギュアスケートもやっていて、並行して活動するのは難しかったので一度はモデルの仕事はやめた。
フィギュアスケートをやめた後、原宿でスカウトされ、改めて芸能活動をスタートさせた。

## 出演

### 映画
- 東京喰種 トーキョーグール（2017年7月29日） - ビッグガール店員 役[5]
- センセイ君主（2018年8月1日） - クラスメイト 役[6]
- SUNNY 強い気持ち・強い愛（2018年8月31日） - クラスメイト 役[7]
- 響-HIBIKI-（2018年9月14日） - 真崎かれん 役[1]
- 心魔師（2018年10月27日） - ヒロイン・安藤夕子 役[8]
- シグナル100（2020年1月24日、東映） - 米村麗華 役[9]

### テレビドラマ
- ダメな私に恋してください 第3話 - 第10話（2016年1月26日 - 3月15日、TBS） - OL 役[10]
- 好きな人がいること 第3話（2016年7月25日、フジテレビ）[11]
- THE LAST COP/ラストコップ 第5話・第6話（2016年11月5日・12日、日本テレビ）[12]
- 絶狼-ZERO- -DRAGON BLOOD- 第2話（2017年1月13日、テレビ東京）[13]
- スーパーサラリーマン左江内氏 第7話（2017年2月25日、日本テレビ）[14]
- 兄に愛されすぎて困ってます 第2話（2017年4月20日、日本テレビ） - 女子高生 役[15]
- 人は見た目が100パーセント 第6話（2017年5月18日、フジテレビ）[16]
- ウチの夫は仕事ができない 第1話（2017年7月8日、日本テレビ） - 受付嬢 役[17]
- FNS27時間テレビ にほんのれきし 平安ドラマ「源氏さん！物語」（2017年9月9日、フジテレビ） - 女御 役[18]
- ぼくは愛を証明しようと思う。（2017年12月28日、テレビ朝日） - 真由美 役[19]
- 映画の常識それほんと!? 2（2018年4月7日、日本映画専門チャンネル）[20]
  - 「日本刀ってほんとにチャンバラ出来るの!?」 - 姫 役
  - 「学校の屋上で愛を語れる!?」 - 沙織 役
- デイジーラック（2018年4月20日 - 6月22日、NHK総合） - カフェの店員 役[21]
- ○○な人の末路（2018年4月24日 - 6月26日、日本テレビ） - 戸塚雪子 役[22]
- コンフィデンスマンJP 第9話（2018年6月4日、フジテレビ）[23]
- 絶対零度 〜未然犯罪潜入捜査〜 第3話（2018年7月23日、フジテレビ）[24]
- 探偵が早すぎる 第8話（2018年9月6日、読売テレビ） - ウェイトレス 役[25]
- 刑事7人 SEASON6 第4話（2020年8月26日、テレビ朝日） - 森川綾 役
- 警視庁ゼロ係〜生活安全課なんでも相談室〜 SEASON5 第3話（2021年5月14日、テレビ東京） - 椎名舞 役
- 真犯人フラグ 第16話（2022年2月13日、日本テレビ） - 高場花 役
- クロサギ（2022年10月21日 - 、TBS） - 楊（ヤン）役
- くるり〜誰が私と恋をした?〜 第1話（2024年4月9日、TBS） - 店員 役

### バラエティ
- 天才てれびくんYOU（2017年9月18日 - 20日、NHK Eテレ） - 金沢かずこ 役

### 舞台
- この中に、一人。（2017年3月18日 - 20日、千本桜ホール） - 春侍 役[26]

### ウェブドラマ
- Invisible TOKYO #8 「消失」（2017年4月14日、Amazonプライム・ビデオ） - レイナ 役[27]
- グッドモーニング・コール our campus days 第1話（2017年9月22日、FOD・Netflix）[28]

### ショートムービー
- festaria bijou SOPHIA x 溝端淳平 「ふたつの星のおくりもの」（festaria bijou SOPHIA）[29]
  - “Wish upon a star” クリスマス限定ネックレス編（2017年11月2日 - ）
  - “Wish upon a star” ブライダル編（2017年11月2日 - ）
  - “Wish upon a star” 総集編（2017年11月14日 - ）
  - メイキング版 （2017年11月21日 - ）

### CM
- 東京ガス 「安全TODAY・換気」篇（2016年2月 - ）[30]
- 栄光ゼミナール
- モンスターストライク 「年末年始 モンストやるなよ」ナイショ篇（2016年12月2日 - ）[31]
- 楽天オーネット[30]
  - 共通サイン篇（2016年12月21日 - ）
  - 重ねていく日々篇（2017年12月29日 - ）
- PANTENE もう戻れない 菜々緒さん篇（2017年1月31日 - ）[32]
- pring（プリン） -お金コミュニケーションアプリ-
  - 〜女子会編〜（2018年7月25日 - ）
  - 〜おこづかい編〜（2018年7月25日 - ）

### WEB
- ALPHA-C表参道（2017年）[33][34]

### MV
- chocol8 syndrome 「ティーンガールの憂鬱」（2017年4月25日）[35]

### イベント
- GirlsAward 2016 AUTUMN/WINTER（2016年10月8日）[36]